# Ordine della Beata Vergine del Monte Carmelo

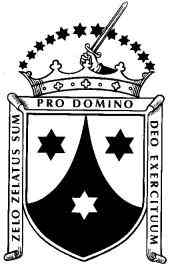
Lo stemma dell'ordine (cappato di bianco e di nero, con tre stelle) presenta una montagna stilizzata; la stella centrale rappresenta Maria, stella del mare, e le due laterali rappresentano i profeti Elia ed Eliseo

L'Ordine della Beata Vergine Maria del Monte Carmelo, o carmelitani (in latino Ordo Fratrum Beatissimae Mariae Virginis de Monte Carmelo; sigla O.C. o O.Carm.), è un istituto religioso maschile di diritto pontificio.
Sorto sul Monte Carmelo in Palestina nell'XI secolo come ordine eremitico contemplativo, si stabilì poi in Occidente dove fu incanalato nel tipo dei mendicanti, ai quali fu definitivamente assimilato nel 1317.
Nel Cinquecento l'ordine si divise in un ramo "calzato" e in uno "scalzo", divenuto poi indipendente.
L'abito dei frati è costituito da tonaca e scapolare tané e cappa bianca.
I carmelitani, sull'esempio di Maria e del profeta Elia, si dedicano alla preghiera contemplativa e all'apostolato.

## Storia

### Origini

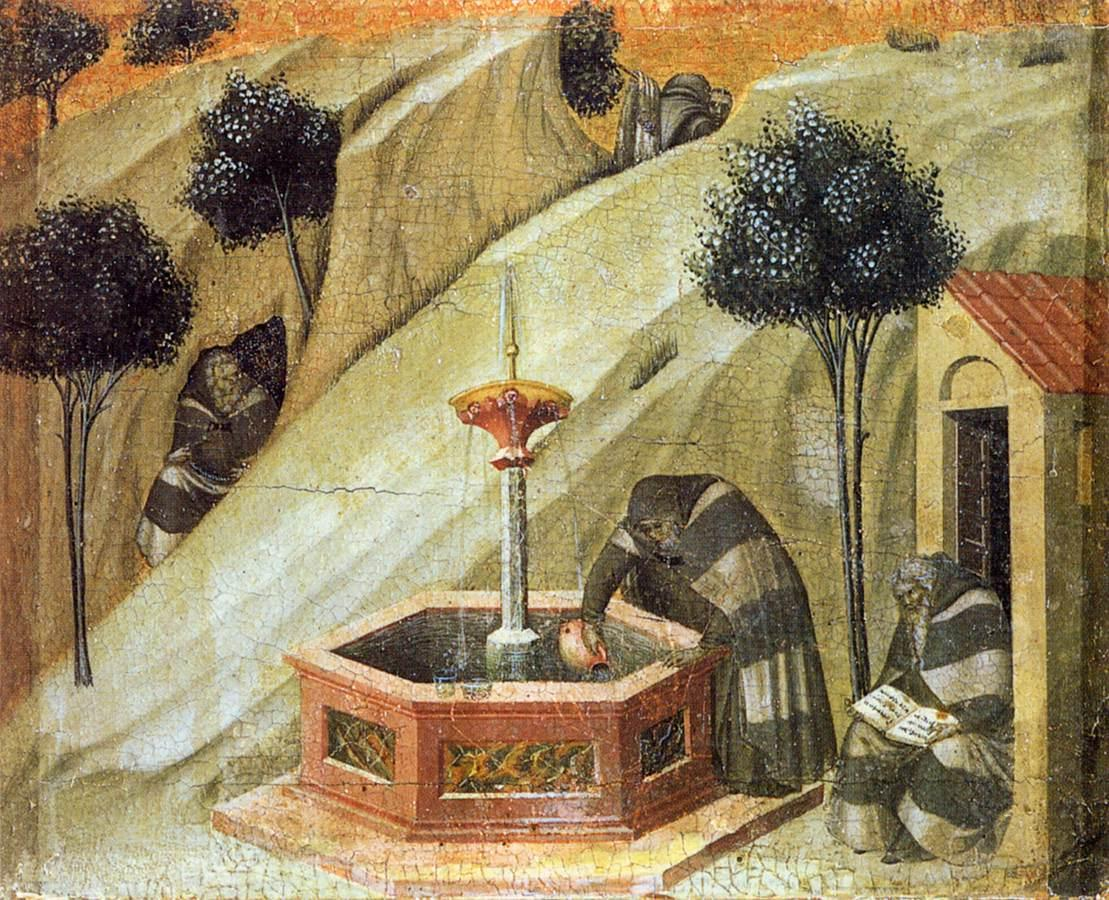
I frati carmelitani attingono acqua alla fonte di Elia sul Monte Carmelo, predella della Pala del Carmine di Pietro Lorenzetti

Le origini dell'ordine sono piuttosto oscure. Anche se la tradizione ne fa risalire l'origine al profeta Elia, prototipo e modello degli eremiti e dei contemplativi, legato al Monte Carmelo dall'episodio biblico della sfida ai profeti di Baal, esso sorse verso la fine del XII secolo a opera di una comunità di eremiti stabilitasi in Galilea in seguito alla prima crociata.
Giacomo di Vitry, agli inizi del Duecento, riferisce che essi "ad esempio e imitazione del santo e solitario uomo Elia, presso la fonte che di Elia porta il nome" abitavano in un alveare di piccole cellette "come api del Signore, producendo dolcezza spirituale". La chiesa della comunità era dedicata a Maria e, per distinguerli dai religiosi greci del vicino monastero di Santa Margherita, gli eremiti erano detti "frati della Beata Vergine Maria".
Alberto, patriarca latino di Gerusalemme residente in San Giovanni d'Acri, tra il 1206 e il 1214 diede alla comunità la sua prima "formula di vita", conforme a un propositum manifestato dagli stessi eremiti che intendevano dare una forma canonica ed ecclesiastica alla vita che conducevano.
Esistono solo copie tarde e di dubbia autenticità del testo di questa prima regola. Essa, comunque, aveva un carattere eminentemente spirituale e non costituiva un codice di prescrizioni formali: il tenore di vita era incentrato nella ricerca della solitudine, sia collettiva che individuale, al fine di ottenere l'unione con Dio mediante la preghiera; si raccomandava l'esercizio delle virtù teologali, fondato sull'osservanza dei voti, e il lavoro manuale come mezzo per raggiungere l'equilibrio fra le esigenze dello spirito e del corpo; erano prescritti il digiuno e l'astinenza dalle carni, nonché il rigoroso silenzio da osservare dal vespro all'ora terza del giorno seguente.
Dal punto di vista dell'organizzazione esterna della vita religiosa, si prescriveva che gli eremiti vivessero in uno spazio recintato, all'interno di celle tra loro separate raccolte attorno a un oratorio comune dove celebrare, anche quotidianamente, la messa; il capitolo conventuale era da celebrare settimanalmente e si prescriveva la sottomissione dei religiosi al priore (eletto dalla comunità) quale rappresentante di Cristo.
A causa delle restrizioni poste dal Concilio Lateranense IV alla fondazione di nuovi ordini religiosi, gli eremiti del Carmelo chiesero al pontefice la conferma della loro regola, concessa da papa Onorio III il 30 gennaio 1226.

### Trasferimento in Occidente

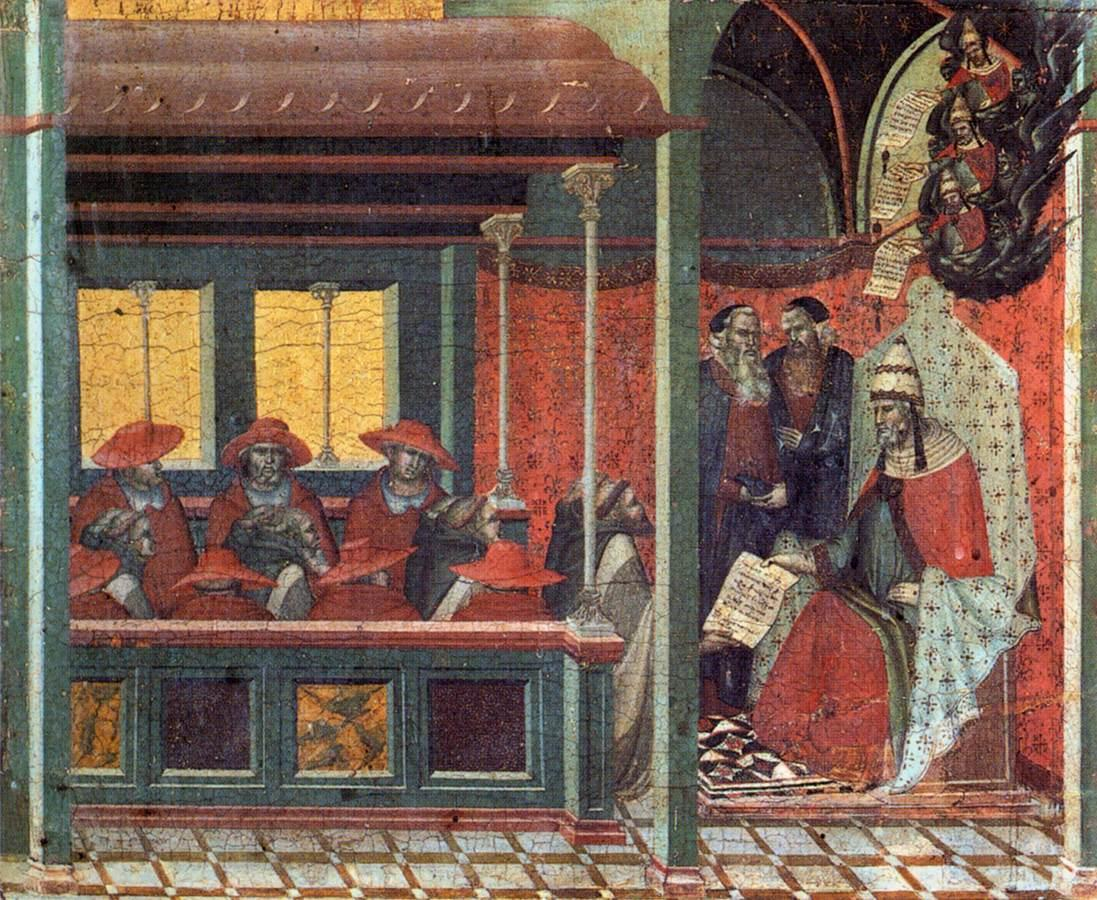
Papa Onorio approva la regola dei carmelitani, di Pietro Lorenzetti

Per i crescenti pericoli legati all'avanzata degli arabi in Terra santa, nel corso del Duecento i carmelitani furono costretti a trasferire le loro comunità in Occidente (Cipro, Sicilia, Francia meridionale, Inghilterra): dalla Terra santa l'ordine fu del tutto sradicato nel 1291, alla caduta del regno latino di Gerusalemme, con la perdita dei conventi del Carmelo, di Accon e di Tiro.
Giunti in Occidente, ai carmelitani fu impossibile continuare a condurre lo stesso stile di vita tenuto in Palestina e il capitolo generale dell'ordine chiese al pontefice un adattamento della regola: servendosi di due domenicani, papa Innocenzo IV riformò la regola e l'approvò con la bolla Quae honorem Conditorem del 1º ottobre 1247.
Con l'adattamento della regola, il papa incanalò l'ordine verso il tipo dei mendicanti: le prescrizioni relative al silenzio, al digiuno e all'astinenza vennero attenuate; furono rafforzati gli elementi cenobitici (celle contigue e non più separate, refettorio comune, recita corale dell'ufficio divino) e si diede ai carmelitani il permesso di stabilirsi all'interno di paesi e città.
La nuova situazione incontrò numerose resistenze tra i carmelitani più conservatori, legati alle origini eremitiche dell'ordine: lo stesso Niccolò Gallico, priore generale, tentò di ricondurlo alla situazione iniziale e, attorno al 1270, scrisse la sua Ignea sagitta con la quale si scagliò con durezza contro il tentativo di adattamento.
Oltre alle difficoltà interne, l'ordine dovette anche affrontare le resistenze delle gerarchie ecclesiastiche ostili ai nuovi ordini e l'atteggiamento del Concilio di Lione II (1274), che decretò la soppressione degli ordini religiosi più recenti: i carmelitani furono tollerati in attesa di nuove disposizioni. La situazione di incertezza fu superata con la conferma dell'ordine da parte di papa Onorio IV, sancita definitivamente da papa Bonifacio VIII il 5 maggio 1298.
L'evoluzione dei carmelitani verso il tipo dei mendicanti si concluse sotto il pontificato di papa Giovanni XXII: con la bolla Sacer Ordo del 13 marzo 1317 il papa concesse ai carmelitani di dedicarsi a ogni attività apostolica (insegnamento, predicazione, direzione spirituale, cura d'anime) e il 21 novembre 1326 estese loro i privilegi già concessi a domenicani e francescani con la bolla Super cathedram.

### L'osservanza

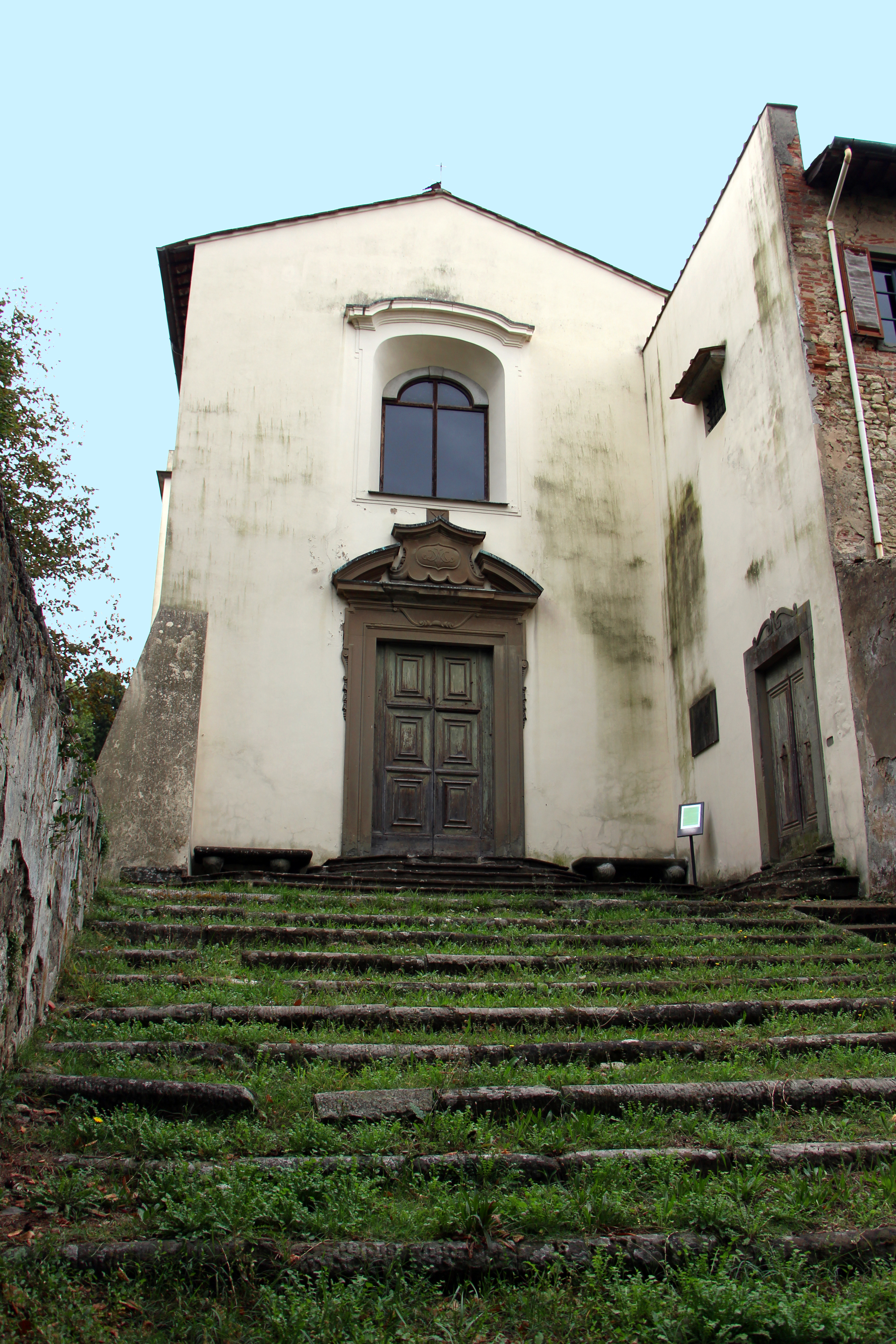
La chiesa del convento di Santa Maria delle Selve, luogo di origine dell'Osservanza delle Selve

Verso la fine del Trecento iniziarono a manifestarsi vari segni di decadenza e affievolimento della vita religiosa, causati anche dalla peste nera e dallo scisma d'Occidente (ricomposto lo scisma, l'unità dell'ordine carmelitano fu ricostituita nel capitolo generale del 1411). Prendendo atto degli ultimi sviluppi, nel 1435 (ma l'atto porta la data del 15 febbraio 1432) papa Eugenio IV concesse delle mitigazioni alla regola carmelitana.
Contemporaneamente, all'interno dell'ordine si rafforzarono anche le voci di quanti chiedevano una riforma. Il primo movimento organizzato ebbe origine attorno al 1412 nel convento fiorentino delle Selve che, unitosi ad altri conventi riformati di Svizzera e Lombardia, andò a costituire la congregazione mantovana, approvata nel 1442.
Un altro movimento di osservanza fu sostenuto da Luigi d'Amboise, vescovo d'Albi, e diede origine in Francia alla congregazione albiense, approvata nel 1513.
Nel convento di Monte Oliveto, presso Genova, fondato nel 1516 da Ugo Marengo dopo un'esperienza nella congregazione mantovana, vi fu il tentativo di rimettere in pratica la primitiva formula di vita eremitica.

### L'ordine nel Cinquecento
Il rinnovamento dell'ordine si consolidò sotto il governo del priore generale Nicolas Audet che, a partire dalla sua elezione nel 1523, promosse la restaurazione delle antiche prescrizioni: favorì la ripresa della vita comune, della clausura, della povertà; sviluppò l'opera di assistenza ai malati; difese l'osservanza della liturgia carmelitana; curò particolarmente la formazione dei novizi e diede impulso agli studi.
L'opera avviata da Audet fu continuata dal suo successore Giovanni Battista Rossi, eletto nel 1562, che governò in condizioni migliori grazie alla pubblicazione dei decreti del Concilio di Trento.
Fu sotto il suo generalato che fiorì in Spagna la riforma scalza, avviata da Teresa di Gesù con la fondazione del monastero di San Giuseppe ad Avila ed estesa al ramo maschile a opera di Giovanni della Croce con l'apertura del convento di Duruelo nel 1568. Giovanni Battista Rossi accolse favorevolmente la riforma teresiana e pensò di servirsene per il rinnovamento dell'intero ordine, ma le sue speranze andarono deluse perché il ramo degli scalzi, nel capitolo generale celebrato a Cremona nel 1593, ottenne la totale autonomia dai carmelitani (detti poi dell'antica osservanza).
La riforma protestante causò gravi danni all'ordine: sei province andarono totalmente distrutte (Sassonia, Boemia, Dacia, Inghilterra, Scozia e Irlanda); al numero delle province scomparse va aggiunta quella di Terra santa, persa nel 1571 con la conquista turca di Cipro. Anche le due province tedesche e le sette francesi subirono gravi perdite, con la distruzione di decine di conventi e l'uccisione di numerosi frati.
Le perdite in Europa furono, in qualche modo, compensate dalle fondazioni nel Nuovo Continente: i primi carmelitani giunsero nello Yucatán nel 1527 e presto si ebbero fondazioni a Panama, in Nuova Granada, nelle Antille e, soprattutto, in Brasile, dove i frati furono invitati nel 1579 dal cardinale infante.

### La più stretta osservanza

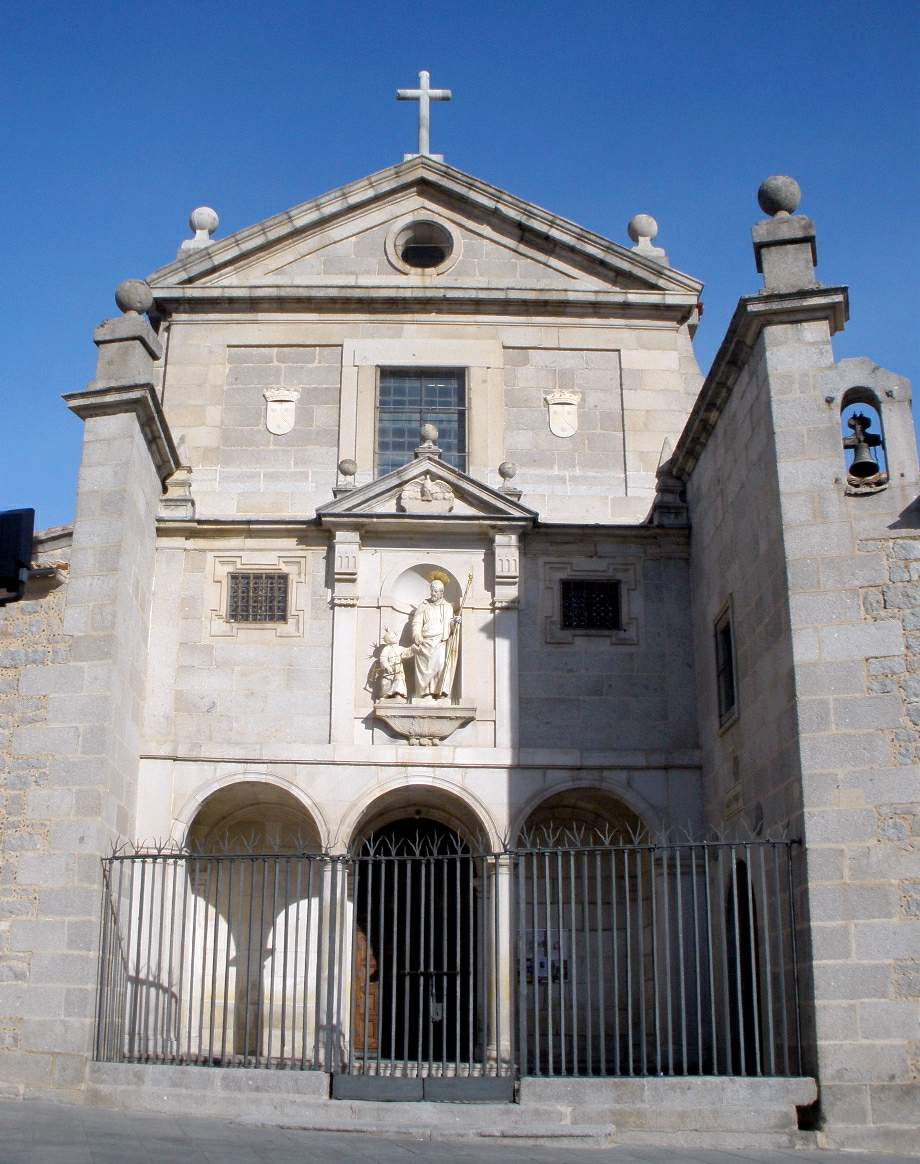
Il monastero di San Giuseppe ad Ávila, punto di partenza della riforma scalza

Dopo la separazione degli scalzi, l'ordine fu animato da nuovi tentativi di rinnovamento che diedero inizio al movimento detto della "più stretta osservanza". La riforma partì nel 1604 dal convento di Rennes e i suoi statuti furono adottati da tutte le case della provincia di Turenna nel 1619; nel 1624 la riforma fu estesa alla provincia flandro-belgica e nel 1636 a quella d'Aquitania. I conventi delle province di Francia, Tolosa e Provenza accettarono le costituzioni riformate pubblicate nel 1636 da Leone di San Giovanni e nel 1644 la provincia di Narbona ebbe nuovi statuti composti dal cardinale Marzio Ginetti.
Il movimento di "più stretta osservanza" ebbe effetti anche in Italia e partì dalla provincia siciliana di Sant'Alberto: la riforma di Monte Santo, ispirata a quella degli scalzi, ebbe inizio nel 1619 a Catania e pose l'accento sullo spirito missionario. Nel 1631, nel convento del Carmine Maggiore a Napoli, sorse la riforma di Santa Maria della Vita, che arrivò a comprendere otto conventi; nel 1633 fu istituita a Torino la riforma di Piemonte, poi eretta in provincia; nel 1724 partì da Siracusa la riforma di Santa Maria Scala del Paradiso, anch'essa eretta in provincia.
La riforma fece progressi anche altrove: in Portogallo, dove i frati riformati furono detti recolletti e, dopo il loro trasferimento in Brasile, nel 1744 costituirono una provincia autonoma; in Germania, dove le province riformate nel 1660 erano due; in Polonia.
Per le province e le comunità riformate, il capitolo generale del 1645 pubblicò delle costituzioni comuni (basate su quelle della congregazione di Turenna ed emendate da papa Innocenzo X nel 1650), alle quali le varie riforme potevano aggiungere statuti propri: queste costituzioni rimasero a lungo distinte da quelle dell'osservanza "comune", già approvate nel 1625. Solo nel 1904 furono emanate nuove costituzioni per tutto l'ordine, basate su quelle della "più stretta osservanza".

### Soppressioni

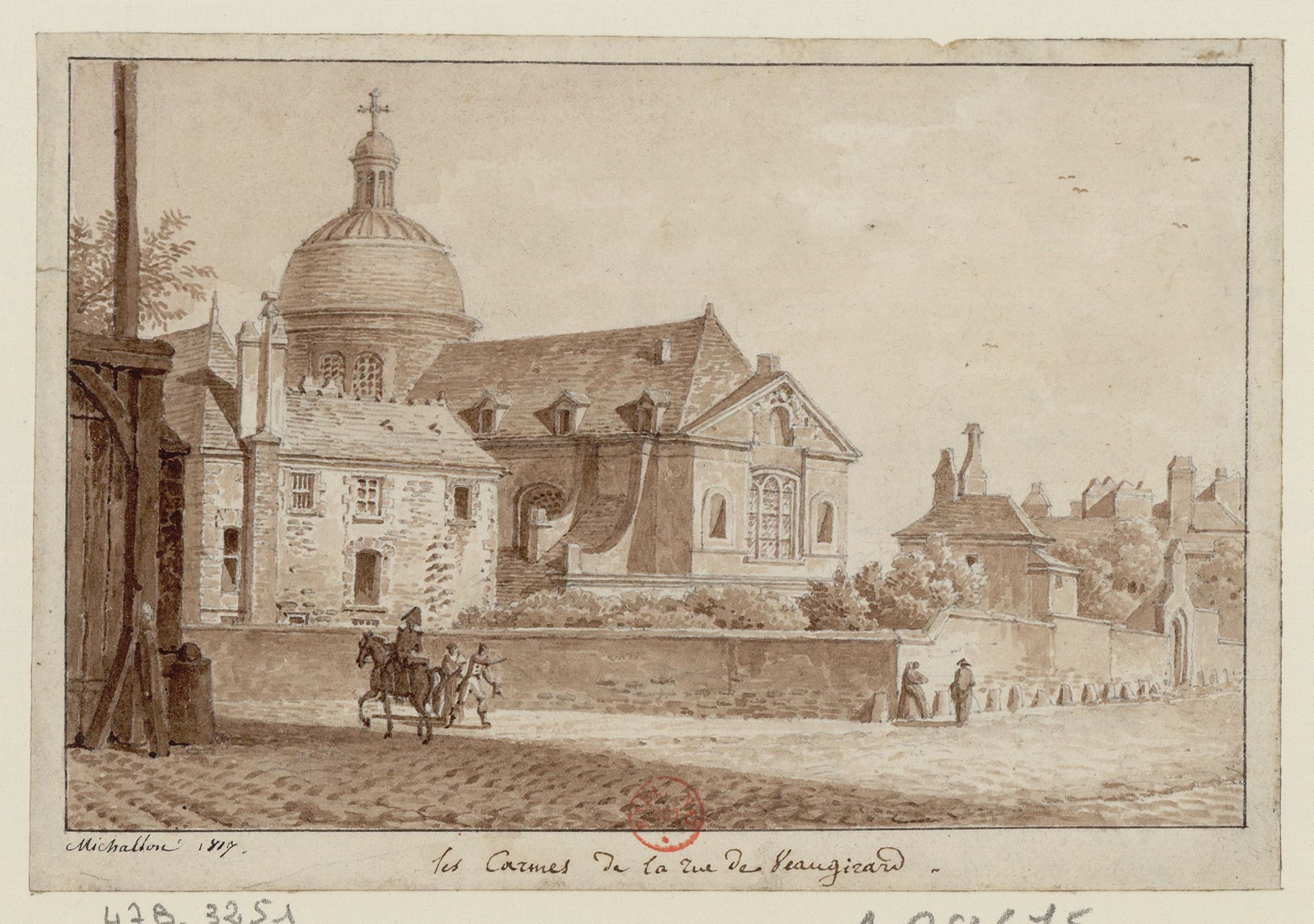
Il convento parigino dei carmelitani, trasformato in prigione dopo la rivoluzione

Nel Settecento iniziò per i carmelitani, come per le altre famiglie religiose, un periodo di persecuzioni: nel 1717 fu proibita l'erezione di nuovi conventi in Baviera; nel 1768 il governo veneziano ordinò la chiusura di una dozzina di case nel territorio della Repubblica; nel 1778 l'elettore di Magonza proibì al priore generale ogni atto di giurisdizione sui conventi nei suoi stati, seguito dal principe-arcivescovo di Worms, da Giuseppe II in Austria, da Pietro Leopoldo in Toscana, da Ferdinando IV in Sicilia. Nel 1788 l'ordine contava, comunque, circa 780 conventi (organizzati in 42 province e 3 vicariati) e 15.000 religiosi.
Dopo lo scoppio della rivoluzione furono dissolte le 8 province carmelitane francesi e i religiosi dispersi. Il convento carmelitano di Parigi (l'Hôtel des Carmes) fu teatro del massacro di decine di ecclesiastici nel settembre 1792. I conventi in Belgio furono soppressi nel 1796, nei Paesi Bassi nel 1812 (sopravvisse il solo convento di Boxmeer) e in Germania tra il 1801 e il 1803 (rimase in funzione solo il convento di Straubing). Un gran numero di conventi in Italia fu soppresso nel 1810 sotto Napoleone; nel 1832 furono colpiti i conventi portoghesi e nel 1835 quelli spagnoli; nel 1855 in Brasile l'imperatore Pietro II proibì ai carmelitani di ricevere novizi, tanto che nel 1890 l'ordine si era ridotto a 8 membri.
In Italia, con l'estensione delle leggi eversive sarde a tutto il territorio nazionale, si passò dai 124 conventi con circa 1.050 carmelitani del 1850 ai 32 conventi con 212 frati del 1908 (quando la ripresa era già iniziata).

### Restaurazione
I conventi superstiti sparsi in Europa furono i punti di partenza per la ripresa dell'ordine: una provincia olandese (comprendente il territorio tedesco) fu istituita nel 1879 e nel 1896 da essa furono scorporati i conventi bavaresi, costituiti in vicariato; la provincia di Spagna si ricostituì nel 1889 e nel 1906 venne divisa in due.
Nel 1864 i carmelitani di Baviera gettarono le basi per una provincia dell'ordine negli Stati Uniti d'America, eretta nel 1889; i conventi maltesi furono eretti in provincia nel 1896.
A opera dei carmelitani irlandesi nel 1881 sorsero conventi in Australia, nel 1889 nella regione di New York, nel 1926 in Inghilterra e nel 1946 in Rhodesia.
I carmelitani della provincia olandese ripopolarono i conventi brasiliani, nel 1923 aprirono missioni a Giava, nel 1924 fecero fondazioni in Renania e nel 1958 impiantarono l'ordine nelle Filippine.

## Secondo e terz'ordine

### Monache carmelitane

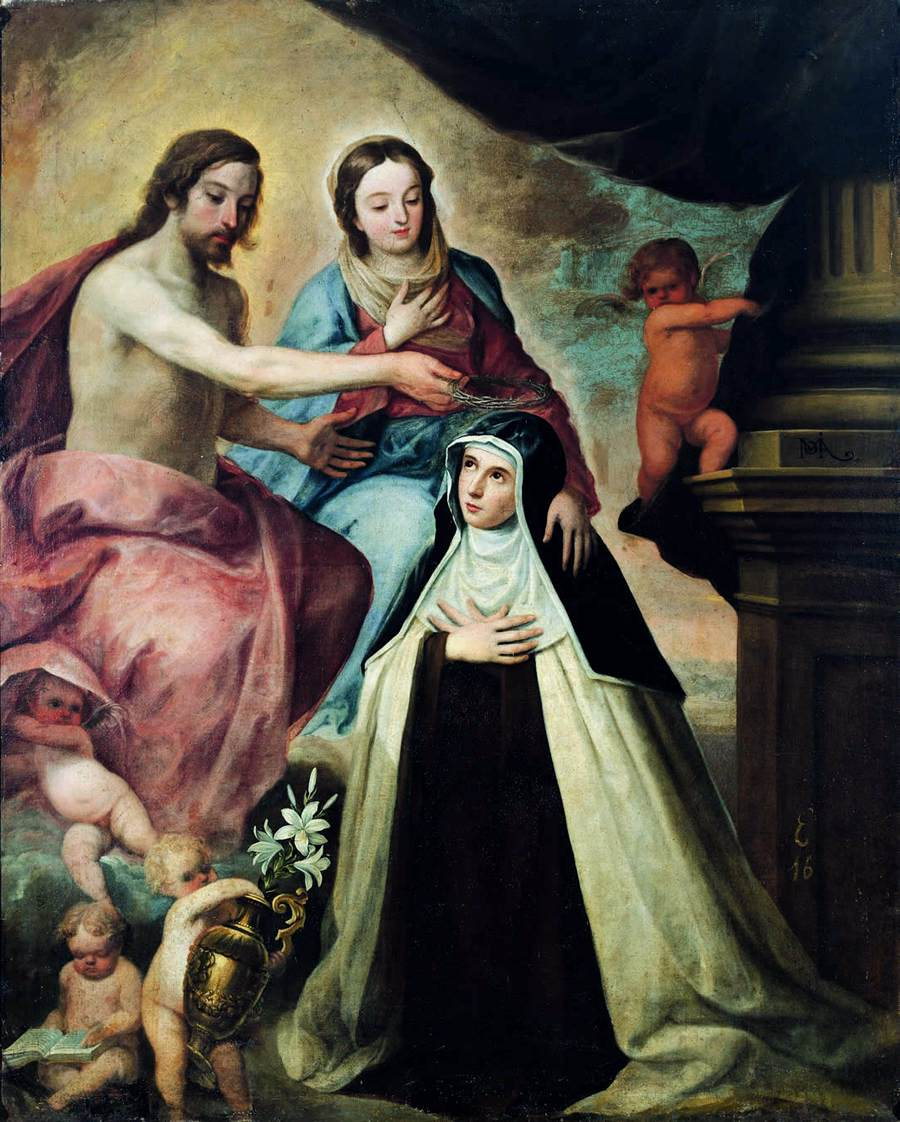
Maria Maddalena de' Pazzi, una delle più celebri monache carmelitane - Opera di Pedro de Moya.

Il secondo ordine carmelitano è costituito da monache che emettono voti solenni e che vivono in clausura. Fin dal Duecento esistevano comunità di donne (mantellate, pinzochere, beghine), vergini o vedove, che vivevano secondo il costume dell'ordine carmelitano e sotto la direzione dei frati.
Sotto il governo di Giovanni Soreth, negli anni a cavallo tra il Quattrocento e il Cinquecento, molte case di pinzochere divennero monasteri femminili: tra le prime comunità che si trasformarono in monasteri vanno ricordati quelle fiorentine della Nunziatina e di Santa Maria degli Angeli; i carmelitani della congregazione mantovana eressero numerosi monasteri femminili che ebbero una notevole fioritura grazie alla presenza di Giovanna Scopelli e Arcangela Girlani.
Le case di beghine carmelitane nelle Fiandre si trasformarono in monasteri senza difficoltà (conducevano già uno stile di vita monastico) e contribuirono alla fondazione (promossa da Francesca d'Amboise, già duchessa di Bretagna) di numerosi monasteri carmelitani in Francia. I monasteri spagnoli ebbero origine dai beateri, ovvero comunità di oblate converse.

### Terziari
Al terz'ordine regolare appartengono i religiosi di vita attiva delle congregazioni formalmente aggregate all'ordine, che si rifanno alla sua spiritualità e ne partecipano i benefici spirituali. Tra esse, le suore carmelitane: delle Grazie di Bologna (aggregate nel 1725 e nuovamente nel 1900), della Beata Vergine Maria del Monte Carmelo di Oriuhela (1906), della Divina Provvidenza di Belo Horizonte (1913), di Madre Candelaria del Venezuela (1925), delle missionarie di Santa Teresina di Santa Marinella (1925), del Corpus Christi di Trinidad (1928), di Nostra Signora del Carmelo di Roma (1929), di Nostra Signora del Monte Carmelo di Lacombe (1930), per gli anziani e infermi di Germantown (1931), del Sacro Cuore di Gesù di Madrid (1947).
I terziari secolari carmelitani sono laici o ecclesiastici che si rifanno alla sua spiritualità e ne partecipano i benefici spirituali ed emettono le promesse di obbedienza (secondo la propria regola) di castità (secondo il proprio stato) e di povertà (secondo il proprio stato): essi vivono secondo lo spirito dell'ordine nella vita famigliare, professionale e sociale. Accanto ai terziari propriamente detti, esistono gli oblati (o "confrati") senza voti: ottennero il primo riconoscimento nel 1476 con la bolla Mare magnum di papa Sisto IV, che concesse ai carmelitani di organizzare i confrati ad instar del terz'ordine della penitenza degli altri ordini mendicanti. Appartengono a una delle numerose confraternite del Carmine e hanno come segno distintivo lo scapolare bruno.

## Spiritualità

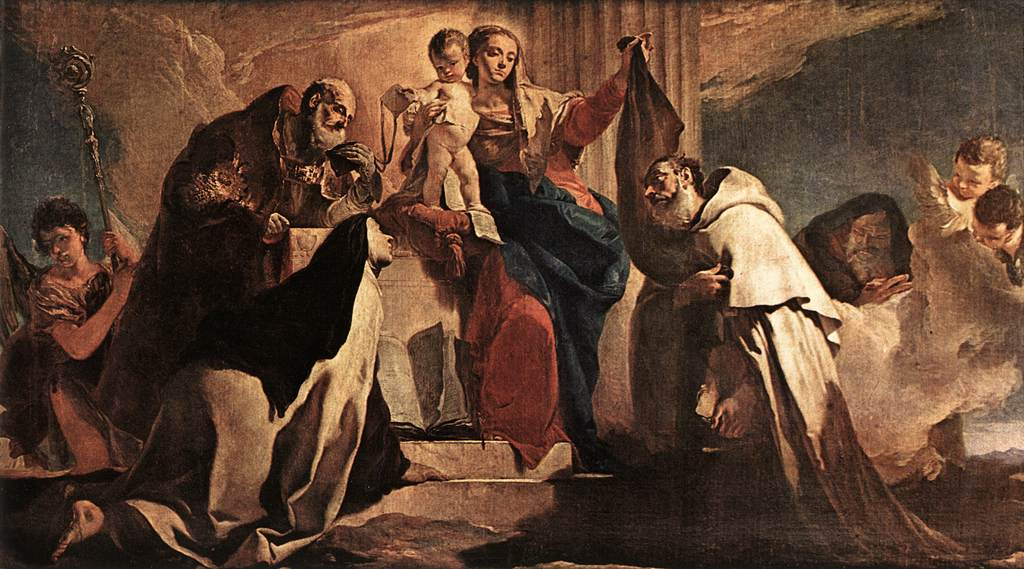
La Madonna del Carmelo con le anime del purgatorio, dipinto di Giambattista Tiepolo nella Pinacoteca di Brera

L'ideale di vita carmelitano è ispirato alle figure di Elia e Maria. Oltre a essere modello di vita carmelitana come eremita e contemplativo, Elia e i suoi discepoli non trascuravano le attività apostoliche, andando in città e paesi predicando e invitando alla conversione. A Maria era dedicata la chiesa-madre dell'ordine sul Monte Carmelo ed è sempre stata ritenuta madre e patrona dell'ordine stesso (che, diversamente dagli altri ordini mendicanti, mancava di un fondatore).
Il simbolo del legame tra Maria e l'ordine è costituito dalla devozione dello scapolare: secondo un racconto tardo (inizi del Quattrocento) e leggendario, la Vergine donò il suo abito a san Simone Stock, priore dell'ordine. Allo scapolare è connesso il "privilegio sabbatino", cioè la promessa di Maria ai confratelli del Carmine spentisi indossando devotamente lo scapolare che ella li libererà dal Purgatorio il primo sabato dopo la loro morte. Il documento pontificio con cui fu diffusa tale devozione, la cosiddetta bolla sabbatina attribuita a papa Giovanni XXII, è sicuramente falso, ma nel 1631 l'ordine fu autorizzato a predicare sulla speciale protezione della Vergine ai suoi devoti in Purgatorio.
I maggiori autori spirituali dell'ordine hanno sempre esaltato la devozione interna rispetto agli esercizi particolari. Nel corso della storia dell'ordine, furono tuttavia in auge particolari devozioni legate al culto mariano (allegrezze della Vergine, Cuore purissimo di Maria, Addolorata, Nome di Maria, Vergine bruna...).

## Rito carmelitano
Le origini del rito carmelitano risalirebbero alla liturgia gallicano-romana portata in Terra santa dai crociati e adattata alla particolare situazione della Palestina: il rito di Gerusalemme sarebbe stato prescritto ai carmelitani dal patriarca Alberto insieme alla formula di vita.
Il carmelitano tedesco Siberto di Beka, priore di Colonia e priore provinciale della Germania inferiore, rinnovò il rito e compose un ordinale approvato dal capitolo generale nel 1312, rimasto il codice ufficiale della liturgia carmelitana fino al 1584, quando il rito fu radicalmente riformato.
Nel 1956 la Santa Sede impose all'ordine di scegliere definitivamente tra rito romano e rito carmelitano e nel 1972, soprattutto per ragioni pastorali, l'ordine optò per il rito romano.

## Abito

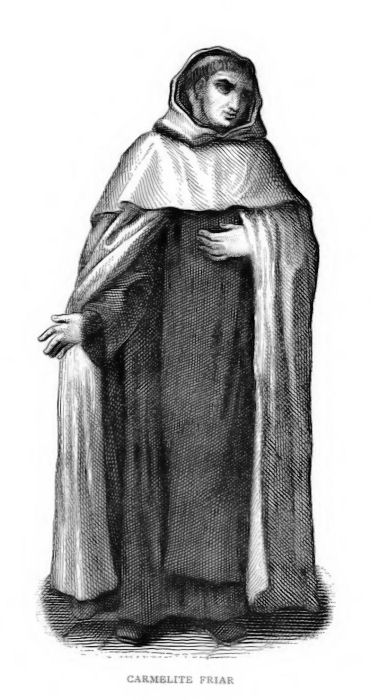
L'abito carmelitano

L'abito originale dei carmelitani era costituito da una tonaca di lana non tinta, stretta alla vita da una cintura di cuoio, e uno scapolare, considerato l'elemento essenziale dell'abito. Al di sopra della tonaca e dello scapolare portavano un mantello (o cappa) di lana grezza barrata, cioè a strisce bianche e grigie, segno esteriore della professione religiosa dei frati.
Il capitolo generale celebrato a Londra nel 1281 precisò le norme per la confezione della cappa barrata (le bande dovevano essere sette, tre grigie e quattro bianche, tessute verticalmente), ma tale foggia suscitava spesso l'ilarità dei fedeli, ostacolando l'apostolato dei frati e rendendo difficoltoso il loro riconoscimento negli studi. Il capitolo generale di Montpellier del 1287 decise quindi il mutamento della cappa barrata in bianca.
Il colore della tonaca e dello scapolare era quello naturale della lana (grigio, tendente al nero), ma sotto il generalato di Giovanni Battista Rossi (seconda metà del Cinquecento) si affermò l'uso del colore tané.
Dopo il Concilio Vaticano II l'abito rimase quello tradizionale: tonaca di colore tané o scuro, stretta da una cintura di cuoio, scapolare e cappuccio dello stesso colore e, nelle occasioni solenni, cappa con cappuccio bianca più corta della tonaca.

## Attività e diffusione
Le regole dell'ordine prescrivono per i frati lo studio della divina contemplazione, l'amore della solitudine, l'esercizio dell'orazione. Alla preghiera contemplativa i frati aggiungono varie forme di apostolato attivo, secondo le indicazioni della Chiesa.
L'organo ufficiale per gli atti dell'ordine è Analecta Ordinis Carmelitarum. La rivista Carmelus è invece l'organo dell'Institutum Carmelitanum, fondato a Roma il 30 ottobre 1851 e posto alle immediate dipendenze del priore generale, il cui scopo è quello di promuovere studi sulla mariologia e sulla storia e la spiritualità dell'ordine.
I frati carmelitani sono presenti in Africa (Burkina Faso, Camerun, Congo, Kenya, Mozambico, Uganda,
Zimbabwe), nelle Americhe (Argentina, Bolivia, Brasile, Canada, Colombia, El Salvador, Messico, Perù, Porto Rico, Repubblica Dominicana, Stati Uniti d'America, Trinidad e Tobago, Venezuela), in Asia (Filippine, India, Indonesia, Timor Est, Vietnam), in Europa (Francia, Germania, Irlanda, Italia, Malta, Paesi Bassi, Polonia, Portogallo, Regno Unito, Repubblica Ceca, Romania, Spagna, Ucraina) e in Oceania (Australia, Papua Nuova Guinea). Il priore generale dell'ordine risiede a Roma.
Alla fine del 2015 l'ordine contava 385 case, 2.027 religiosi, di cui 1.310 sacerdoti.